# Evaza impendens
Evaza impendens är en tvåvingeart som först beskrevs av Walker 1859.  Evaza impendens ingår i släktet Evaza och familjen vapenflugor. Inga underarter finns listade i Catalogue of Life.